# Claude Lalande
Pour les articles homonymes, voir Lalande.
Claude Lalande est un réalisateur français né le 13 décembre 1925 à Montrouge et mort le 12 juillet 2020 à Montereau-Fault-Yonne.

## Biographie
Après avoir réalisé des courts métrages et un long métrage sorti en 1953, Claude Lalande s'est orienté vers une activité d'affichiste (ateliers Lalande à partir de 1956, puis entreprise Lalande Courbet de 1969 à 1986).

## Filmographie

### Courts métrages
- 1947 : Il était... trois chansons
- 1948 : Un dimanche à Paris
- 1949 : Comme une lettre à la poste
- 1950 : Les Feuilles mortes
- 1951 : Le Pompon rouge
- 1951 : Boîte à vendre

### Long métrage
- 1953 : Le Sorcier blanc (La Jungle en folie)